# Nacolia

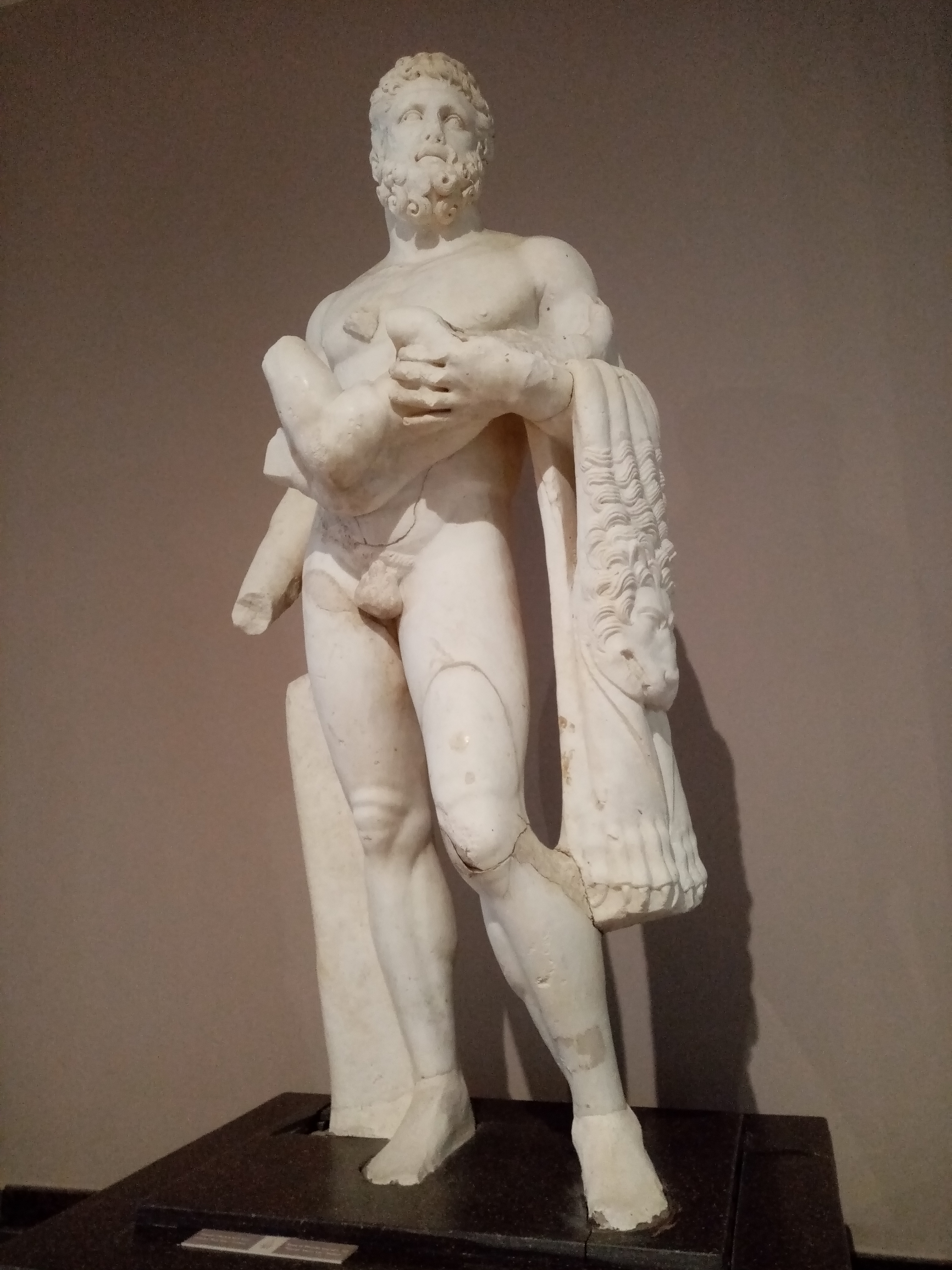
Una estatua de Hércules encontrada en la antigua ciudad de Nakoleia, que hoy se encuentra en Seyitgazi. Hércules está representado sosteniendo una piel de león en su mano. Se exhibe en el Museo Arqueológico de Eskişehir. Data del Siglo II d. C.

Nacolia (en griego: Νακώλεια), latinizada como Nacoleia o Nacolea, era una ciudad de la antigüedad y del medievo de Frigia. Corresponde a la actual Seyitgazi, provincia de Eskişehir en la región de Anatolia Central de Turquía.

## Historia
Fue una ciudad de Frigia Salutaris, que tomó su nombre de una leyenda de la ninfa Nacola, y no tenía otra historia en la antigüedad.
El área era conocida por su fertilidad durante el período romano tardío, gracias al río Partenio (Seyit Su) y a que fue arbolada a finales del siglo IV (ahora está deforestada). Fue allí donde el emperador Valente (r. 363–378) derrotó al usurpador Procopio en 366 en la Batalla de Tiatira. Bajo Arcadio fue ocupada por una guarnición de godos bajo Tribigildo que se rebeló contra el emperador en 399. En 782, fue ocupada temporalmente por los abasíes del califato abasí.

## Obispado
Al principio, como sede romana era sufragánea de Synnada. Entre 787-862, se haría autocéfala y llegaría a ser importante a principios del siglo VIII, cuando su obispo Constantino se convirtió en uno de los principales defensores de la iconoclasia bizantina bajo el gobierno del emperador León III el Isaurio (que gobernó entre 717–741), que fingió abjurar de su error ante el patriarca Germano I de Constantinopla y luego sería condenado por hereje en el Segundo Concilio de Nicea (787).
Nacolia fue elevada al rango de arzobispado entre 787 y 862, y finalmente llegó a ser sede metropolitana entre 1035 y 1066, cuando su titular aparece en el último lugar entre los metropolitanos que asisten a un concilio. La sede continuó existiendo como metrópolis, sin sufragáneas, hasta el siglo XIV. Nacolia está incluida, con rango arzobispal, en la lista de sedes titulares de la Iglesia Católica y está quedado sin obispos titulares desde 1973.